# Charcé-Saint-Ellier-sur-Aubance
Pour les articles homonymes, voir Saint-Ellier.
Charcé-Saint-Ellier-sur-Aubance est une ancienne commune française située dans le département de Maine-et-Loire, en région Pays de la Loire, devenue le 15 décembre 2016 une commune déléguée au sein de la commune nouvelle de Brissac Loire Aubance.

## Géographie
Commune angevine du Saumurois, Charcé-Saint-Ellier-sur-Aubance se situe à quelques kilomètres à l'est de Brissac-Quincé, sur la route D 423, Chemellier.

## Toponymie
Formes anciennes du nom de Charcé : Charcé en 1793 et 1801,.
Formes anciennes du nom de Saint-Ellier : Saint-Ellier en 1793 et 1801.
Le 1er janvier 1973 Charcé et Saint-Ellier fusionnent pour devenir Charcé-Saint-Ellier-sur-Aubance,.

## Histoire
Le 1er janvier 1973 Charcé devient Charcé-Saint-Ellier-sur-Aubance à la suite de sa fusion avec Saint-Ellier (fusion simple).
Pendant la Première Guerre mondiale, 27 habitants de Charcé et de Saint-Ellier perdent la vie. Lors de la Seconde Guerre mondiale, trois habitants sont tués.
Un projet de regroupement se dessine au milieu des années 2020. Il est entériné par les conseils municipaux en juin 2016 et intervient le 15 décembre 2016, donnant naissance à Brissac Loire Aubance. Charcé-Saint-Ellier-sur-Aubance devient alors une commune déléguée,.

## Politique et administration

### Administration municipale

#### Administration actuelle
Depuis le 15 décembre 2016 Charcé-Saint-Ellier-sur-Aubance constitue une commune déléguée au sein de la commune nouvelle de Brissac Loire Aubance et dispose d'un maire délégué.
| Période                                  | Période  | Identité     | Étiquette | Qualité |
| ---------------------------------------- | -------- | ------------ | --------- | ------- |
| 15 décembre 2016                         | en cours | Bruno Lebel, |           |         |
| Les données manquantes sont à compléter. |          |              |           |         |

#### Administration ancienne
| Période                                  | Période       | Identité           | Étiquette | Qualité             |
| ---------------------------------------- | ------------- | ------------------ | --------- | ------------------- |
| Les données manquantes sont à compléter. |               |                    |           |                     |
| 1995                                     | mars 2008     | Louis Thomas       | DVG       | Commercial retraité |
| mars 2008                                | avril 2014    | Gabrielle Ciclaire | DVG       | Secrétaire          |
| avril 2014                               | décembre 2016 | Bruno Lebel        |           |                     |

### Ancienne situation administrative
La commune est membre de la communauté de communes Loire Aubance jusqu'en 2016, elle-même membre du syndicat mixte Pays Loire-Angers. La communauté de communes disparait le 1er janvier 2017 au profit de la nouvelle communauté de communes Loire Layon Aubance. La commune de Brissac Loire Aubance devient membre de cette nouvelle intercommunalité.
Jusqu'en 2014, la commune fait partie du canton de Thouarcé et de l'arrondissement d'Angers. Le canton de Thouarcé compte alors dix-sept communes. Dans le cadre de la réforme territoriale, un nouveau découpage territorial pour le département de Maine-et-Loire est défini par le décret du 26 février 2014. Le canton de Thouarcé disparait et la commune est rattachée au canton des Ponts-de-Cé, avec une entrée en vigueur au renouvellement des assemblées départementales de 2015.

## Population et société

### Démographie

#### Évolution démographique
L'évolution du nombre d'habitants est connue à travers les recensements de la population effectués dans la commune depuis 1793. À partir du 1er janvier 2009, les populations légales des communes sont publiées annuellement dans le cadre d'un recensement qui repose désormais sur une collecte d'information annuelle, concernant successivement tous les territoires communaux au cours d'une période de cinq ans. 
Pour les communes de moins de 10 000 habitants, une enquête de recensement portant sur toute la population est réalisée tous les cinq ans, les populations légales des années intermédiaires étant quant à elles estimées par interpolation ou extrapolation. Pour la commune, le premier recensement exhaustif entrant dans le cadre du nouveau dispositif a été réalisé en 2005,.
En 2014, la commune comptait 770 habitants, en évolution de +2,12 % par rapport à 2009 (Maine-et-Loire : +3,3 %, France hors Mayotte : +2,49 %).
| 1793 | 1800 | 1806 | 1821 | 1831 | 1836 | 1841 | 1846 | 1851 |
| ---- | ---- | ---- | ---- | ---- | ---- | ---- | ---- | ---- |
| 800  | 674  | 726  | 608  | 650  | 690  | 637  | 691  | 640  |

| 1856 | 1861 | 1866 | 1872 | 1876 | 1881 | 1886 | 1891 | 1896 |
| ---- | ---- | ---- | ---- | ---- | ---- | ---- | ---- | ---- |
| 623  | 609  | 587  | 525  | 525  | 517  | 486  | 491  | 450  |

| 1901 | 1906 | 1911 | 1921 | 1926 | 1931 | 1936 | 1946 | 1954 |
| ---- | ---- | ---- | ---- | ---- | ---- | ---- | ---- | ---- |
| 444  | 454  | 392  | 380  | 390  | 401  | 413  | 403  | 387  |

| 1962 | 1968 | 1975 | 1982 | 1990 | 1999 | 2005 | 2010 | 2014 |
| ---- | ---- | ---- | ---- | ---- | ---- | ---- | ---- | ---- |
| 362  | 307  | 449  | 487  | 574  | 628  | 698  | 776  | 770  |

| 1793 | 1800 | 1806 | 1821 | 1831 | 1836 | 1841 | 1846 |
| ---- | ---- | ---- | ---- | ---- | ---- | ---- | ---- |
| 355  | 282  | 346  | 357  | 357  | 336  | 302  | 293  |

| 1851 | 1856 | 1861 | 1866 | 1872 | 1876 | 1881 | 1886 |
| ---- | ---- | ---- | ---- | ---- | ---- | ---- | ---- |
| 278  | 282  | 284  | 267  | 215  | 235  | 227  | 229  |

| 1891 | 1896 | 1901 | 1906 | 1911 | 1921 | 1926 | 1931 |
| ---- | ---- | ---- | ---- | ---- | ---- | ---- | ---- |
| 226  | 209  | 199  | 196  | 192  | 167  | 169  | 171  |

| 1936 | 1946 | 1954 | 1962 | 1968 | 1972 | - | - |
| ---- | ---- | ---- | ---- | ---- | ---- | - | - |
| 158  | 147  | 166  | 125  | 128  | -    | - | - |

#### Pyramide des âges
La population de la commune est relativement jeune. Le taux de personnes d'un âge supérieur à 60 ans (13,6 %) est en effet inférieur au taux national (21,8 %) et au taux départemental (21,4 %).
Contrairement aux répartitions nationale et départementale, la population masculine de la commune est supérieure à la population féminine (50,9 % contre 48,7 % au niveau national et 48,9 % au niveau départemental).
La répartition de la population de la commune par tranches d'âge est, en 2008, la suivante :
- 50,9 % d’hommes (0 à 14 ans = 23,1 %, 15 à 29 ans = 14,4 %, 30 à 44 ans = 24,2 %, 45 à 59 ans = 23,7 %, plus de 60 ans = 14,7 %) ;
- 49,1 % de femmes (0 à 14 ans = 27,7 %, 15 à 29 ans = 11,1 %, 30 à 44 ans = 25,7 %, 45 à 59 ans = 23 %, plus de 60 ans = 12,6 %).

| Hommes | Classe d’âge | Femmes |
| ------ | ------------ | ------ |
| 0,6    | 90 ans ou +  | 0,9    |
| 3,4    | 75 à 89 ans  | 3,2    |
| 10,7   | 60 à 74 ans  | 8,5    |
| 23,7   | 45 à 59 ans  | 23,0   |
| 24,2   | 30 à 44 ans  | 25,7   |
| 14,4   | 15 à 29 ans  | 11,1   |
| 23,1   | 0 à 14 ans   | 27,7   |

| Hommes | Classe d’âge | Femmes |
| ------ | ------------ | ------ |
| 0,4    | 90 ans ou +  | 1,1    |
| 6,3    | 75 à 89 ans  | 9,5    |
| 12,1   | 60 à 74 ans  | 13,1   |
| 20,0   | 45 à 59 ans  | 19,4   |
| 20,3   | 30 à 44 ans  | 19,3   |
| 20,2   | 15 à 29 ans  | 18,9   |
| 20,7   | 0 à 14 ans   | 18,7   |

## Économie
Sur 48 établissements présents sur la commune à fin 2010, 46 % relevaient du secteur de l'agriculture (pour une moyenne de 17 % sur le département), aucun du secteur de l'industrie, 19 % du secteur de la construction, 31 % de celui du commerce et des services et 4 % du secteur de l'administration et de la santé.

## Culture locale et patrimoine

### Lieux et monuments
Charcé-Saint-Ellier-sur-Aubance possède cinq monuments historiques :
- la Pierre couverte de Beaupreau, au lieu-dit l'Étang, classé au titre des monuments historiques par la liste de 1889[22] ;
- la Pierre levée de Beaupreau, au lieu-dit l'Étang, classé au titre des monuments historiques par la liste de 1889[23] ;
- le moulin à vent dit moulin de Patouillet, inscrit au titre des monuments historiques en 1977[24] ;
- l'église Saint-Pierre de Charcé et sa cure (façades et toitures de l’ensemble), inscrits au titre des monuments historiques en 2001[25] ;
- le logis de la Bluttière, inscrit au titre des monuments historiques en 2006 pour sa chapelle et son retable, ainsi que les façades et toitures (lucarnes incluses) du logis[26].